# Маск, Мэй
Мэй Маск (англ. Maye Musk [ˈmei ˈmʌsk]; род. 19 апреля 1948 года, девичья фамилия — Халдеман) — канадско-южноафриканская модель. Мать троих детей: Илона Маска, Кимбала Маска и дочери Тоски Маск.
На протяжении 50 лет работала в качестве модели, появлялась на обложках известных журналов, включая Time.

## Биография
Родилась в городе Реджайна провинции Саскачеван, Канада, близнецом в семье пятерых детей. В 1950 году её семья переехала в Южную Африку, город Претория.
Более 10 лет родители провели в поисках Затерянного города Калахари, блуждая по пустыне Калахари. Они часто рассказывали Мэй о своих путешествиях и делились фотографиями.
В 1969 году Мэй стала финалисткой конкурса красоты «Мисс Южная Африка». В 1970 году вышла замуж за Эррола Маска — южноафриканского инженера, которого она встретила в школе. Она получила степень магистра диетологии в Университете Фри-Стейт в Южной Африке. Позднее получила ещё один диплом диетолога в Университете Торонто. В 1979 году развелась с Эрролом и её сыновья Илон и Кимбал решили жить со своим отцом. После окончания средней школы Илон решил переехать в Канаду и через год Мэй поехала за ним с другими её детьми.
Её модельная карьера продолжилась в Канаде. Она снималась для рекламы хлопьев Special K, в рекламе компании Revlon, в видеоклипе исполнительницы Бейонсе, обнаженной на обложке номера журнала Тайм, посвященного проблемам со здоровьем; также обнаженная на обложке журнала New York Magazine в 2011 году с фальшивым животом беременной, появлялась на обложке журнала Elle Canada в 2012 году и снялась в рекламной кампании для Target и Virgin America. В 2015 году подписала контракт с IMG Models.
В дополнение к модельному бизнесу продолжала свою деятельность в сфере диетологии. Как диетолог, читала лекции во всех провинциях Канады и 39 американских штатах, вела частную практику.
В 2019 году выпустила книгу мемуаров «Мэй Маск: Женщина, у которой есть план. Правила счастливой жизни».
В июне 2023 года вмешалась в конфликт Илона Маска с Марком Цукербергом. Бизнесмены вознамерились решить свои противоречия, связанные с предстоящим выпуском «Метой» конкурента Твиттеру, на ринге ММА в Лас-Вегасе. Мэй заявила, что отменяет предстоящий бой, оставив соперникам возможность словесной перепалки, победителем в которой станет тот, кто «окажется смешнее».